# Kabol
Kabol (szerbül Ковиљ / Kovilj) falu Szerbiában, a Vajdaságban, a Dél-bácskai körzetben, Újvidék községben. Két település, Alsó- és Felsőkabol egyesítésével jött létre.

## Fekvése
Újvidéktől 20 km-re keletre, az E75-ös úton fekszik.

## Története

### Alsókabol
Alsókabol (Alsókovil, Kabol) Árpád-kori település. Nevét 1301-ben említette először oklevél a bácsmegyei Barlad szomszédjaként. Bél Mátyás szerint Kabol neve lovat jelent, mert a monda szerint itt botlott meg Attila lova.
1308-ban Sebesszeg határjárásánál Koboli Györgyöt és Andrást említik, mint bácsvármegyei nemeseket.
1316-ban, 1439-ben és 1454-ben Kabwl néven volt említve (Csánki).
1454-ben Péterfi de Macedonia a Gimesi Forgács családnak zálogosította el.
1486-ban a bácsmegyei Kaboldot a Bazini Grófok ellenére a király a káptalannak ítélte oda.
Szerémi György 16. századi történetíró emlékiratai szerint Kobolban Remete Pál szerzetének klastroma állt, mely 1528-ban már elpusztult. Oláh Miklós 1536-ban szintén említette Cabolt "deinde Kysdi, Cabol et aliae arces" formában.
A török hódoltság idején a török defterek a titeli nahijében Kobilat említettek, 1554-ben hét, 1570 körül 22 és 1590-ben 38 adózó házzal.
1690-ben Marsigli is feltüntette térképén Kobila falut és mellette egy szerb monostort.
1702-ben a kincstári birtokok összeírásánál Kobilla már mint bérbirtok szerepelt.
1728-ban közvetetlenül mellette találjuk Felsőkovil kincstári falut is, és még ugyanebben az évben Alsókobil már katonai határőrvidéki sáncként fordult elő és egy gyalogos meg egy lovas százada volt, kapitányát Vászónak nevezték. Ide tartozott a falu területének fele, a zárda és három puszta: Szentiván, Berladin és Miklosevácz. 1731-ben a vármegye panasza szerint, Kobila katonai sánc az előző években magához ragadta Maliszentiván, Becskerek és Kralovcze kincstári pusztákat, továbbá Kobila (Felsőkovil) és Gardinovácz kincstári falvaknak nagy részét.
1740. körül a vármegye szerint Cobila város (oppidum) katonai sánc volt, amely száz katonát állított ki és négyszáz adófizető lakosa volt. Hét puszta tartozott hozzá, de ebből csak Szentivánt, Belladint, Miklosicsot és Gralovcsét ismerjük.
1745-ben a dunai határőrvidékből a szegedibe tették át Kobilt.
1769-ben mindkét Kovil helységet a csajkás szervezetbe sorozták be, de 1873-ban ismét a vármegyéhez került.
Az itteni ortodox templomot 1851-ben építették.
1910-ben 2107 lakosából 173 magyar, 51 német, 1871 szerb volt. Ebből 199 római katolikus, 1840 görögkeleti ortodox volt.

#### Batlad
Batlad egykor Kabol mellett fekvő település volt. Kabol környékén már az Anjou-korban ismert volt egy Batlad nevű helység, amely a 15. században szereplő Barladi család névadó birtoka volt. Nevét 1301-ben említette egy oklevél, melyben Licheert fia István zálogjogon visszaszerzi ezt a régi birtokát, amelyet Miklós comes fia Moys vásárolt meg tőle.
A 14. századból több adat is fennmaradt a Barladi családról; egy 1339-es oklevél szerint az e családbeli Péter fiát Miklóst, majd 1348-ban Herbord fiát Márkust, aki Tőttös László ügyvivője volt és 1437-ből is ismert egy Barladi nevű királyi ember.
A mohácsi vész után még fennállt a falu, mivel az 1553. évi defter is megemlékezett róla és Barladin névvel a titeli náhijébe sorozta két fizető és négy nem fizető házzal.
1570-ben és 1590-ben tizenkét házzal említették a török defterek Preladin néven.
1728-ban már csak puszta volt és a kovili katonai sánchoz tartozott.

### Felsőkabol
A zentai csata előtt itt volt Savoyai Jenő főhadiszállása.
Felsőkabol nevét csak 1702-ben említik először az oklevelek.

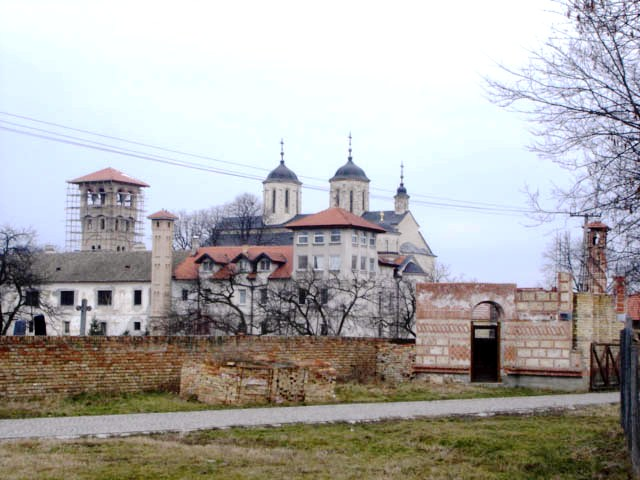
Az ortodox monostor

Az 1717. évi összeíráskor itt 33 adózó lakost írtak össze, akik neveikből ítélve szerbek voltak.
1722-ben néhány görög kereskedőn kívül 34, 1727-ben pedig 83 adózót írtak össze itt.
1728-ban már két Kobil nevű települést is említettek; a régi Alsókobil mellett, hozzá egész közel volt az új, Felsőkobil kincstári falu is, melynek pusztái voltak: Kralovadike, Kotyeve és Szentiván. Felsőkobil falu 1746-ban szintén katonai határőrvidéki hely lett, ahol a Szabadkáról kitelepített katonaság lakott.
1759-ben Putnik Mózes szerb püspök kapta adományként.
1769-ben a sajkásokhoz került, 1873-ban azonban visszakerült a vármegyéhez. Felsőkabol főbb birtokosa a karloviczai érsekség volt.
1812 júliusában felkereste Mindszenthy Antal (1786-1859) útirajz-író, aki kolostoráról is leírást adott. A felsőkaboli ortodox templom 1825-1829. között épült.
1848-ban az egész község leégett.
1910-ben 3055 lakosából 160 magyar, 87 német, 2785 szerb volt. Ebből 150 római katolikus, 49 evangélikus, 2779 görögkeleti ortodox volt.
A trianoni békeszerződés előtt mindkét település Bács-Bodrog vármegye Titeli járásához tartozott.

## Népesség

### Demográfiai változások
| 1948 | 1953 | 1961 | 1971 | 1981 | 1991 | 2002 |
| ---- | ---- | ---- | ---- | ---- | ---- | ---- |
| 5368 | 5436 | 5448 | 5290 | 5279 | 5242 | 5599 |

## Neves személyek
- Itt született 1841-ben Laza Kostić szerb költő, műfordító, országgyűlési képviselő.
- Itt hunyt el Jovan Rajić (1726-1801) görögkeleti szerb archimandrita.
- Itt élt Szent Andrei Șaguna (1809-1873) erdélyi román, konvertálása után ortodox püspök, egyháza szentje.
- Itt is gyűjtött Madarász Gyula ornitológus, festőművész, a Magyar Nemzeti Múzeum madártani osztályának egykori vezetője.

## Külső hivatkozások
- Kabol története Archiválva 2010. március 24-i dátummal a Wayback Machine-ben